# Pere Molas Ribalta
Pere Molas i Ribalta (Barcelona, 1942) es un historiador español, especializado en la historia moderna. 
Desde 1966 ha trabajado como profesor de la Universidad de Barcelona, en la que ocupó la cátedra de historia moderna hasta el año 2010. Se ha especializado en la evolución de los diferentes estamentos de la sociedad catalana del Antiguo Régimen, incluyendo el ámbito institucional y la prosopografía.
Es académico correspondiente de Real Academia de la Historia desde el 1987 y ha sido presidente de la Asociación Española de Historia Moderna el 1991 - 1993 y director del Índice Histórico Español desde el 1994 Desde 2006 es presidente de la Real Academia de las Buenas Letras de Barcelona.

## Obras
Selección de algunas de sus obras
- Del Absolutismo a la Constitución 2008 ISBN 84-7737-191-1 / ISBN 84-7737-191-1 / ISBN 978-84-7737-191-5
- Memorias del duque de Berwick Servicio de Publicaciones de la Universidad de Alicante ISBN 978-84-7908-915-3[6]
- Los magistrados de la Ilustración Madrid : Centro de Estudios Políticos y Constitucionales, 2001. ISBN 84-340-1246-4
- La audiencia borbónica del Reino de Valencia, 1707-1834 Universidad de Alicante, Servicio de Publicaciones, 1999. ISBN 978-84-7908-475-2[7]
- Edad Moderna 1474 1808 Espasa, 1998 ISBN 84-239-5093-X / ISBN 84-239-5093-X / ISBN 978-84-239-5093-5
- La burguesía mercantil en la España del Antiguo Régimen Madrid : Cátedra. ISBN 84-376-0537-7
- Consejos y audiencias durante el reinado de Felipe II Valladolid : Universidad, 1984. ISBN 84-600-3460-7
- Manual de historia moderna (3ª edición). Editorial Ariel. 2008. ISBN 9788434465725.
- Del absolutismo a la Constitución. Sílex Ediciones. 2008. ISBN 9788477371915.